# Россочинский, Иван Яковлевич
Иван Яковлевич Россочинский (20.01.1909 — 21.03.1991, Москва) — управляющий трестом «Красноармейскуголь» комбината «Артемуголь».

## Биография
Родился 20 января 1909 года в Донбассе в семье шахтера.
Трудовую деятельность начал рабочим на шахте № 1 «Щегловка» Макеевского района. Здесь окончил курсы буровых мастеров, работал техноруком и заведующим группой показательной углеразведочной партии, помощником начальника шахты «Иван» и начальником шахты № 28.
В 1938 году был назначен управляющим трестом «Макеевуголь». Во время войны строил оборонительные рубежи под Запорожьем, Мариуполем и Ростовом. Затем работал в эвакуации, управляющим трестом «Копейскуголь» в Челябинской области.
После освобождения Донбасса вернулся в Макеевку и энергично взялся за восстановление разрушенных и строительство новых шахт. Управляющий трестом «Макеевуголь» вместе с главным инженером, Самойловым сумел организовать в широких масштабах откачку воды из затопленных шахт и расчистку заваленных горных выработок. Одновременно много работал над тем, чтобы в кратчайшие сроки построить новые мелкие и средние шахты. В результате самоотверженного труда восстановителей трест «Макеевуголь» с каждым месяцем увеличивал отгрузку угля народному хозяйству страны. В октябре 1947 года был назначен управляющим трестом «Красноармейскуголь». Здесь с особой силой проявились его организаторские способности. Подготовительные работы, наращивание линии очистных забоев были взяты новым управляющим под строгий контроль. Результаты не замедлили сказаться. По всем основным показателям трест «Красноармейскуголь» вышел в число первых.
Указом Президиума Верховного Совета СССР от 28 августа 1948 года за выдающиеся успехи в деле увеличения добычи угля, восстановления и строительства угольных шахт и внедрение передовых методов работы, обеспечивающих значительный рост производительности труда, Россочинскому Ивану Яковлевичу присвоено звание Героя Социалистического Труда с вручением ордена Ленина и золотой медали «Серп и Молот».
В дальнейшем работал в Москве. В 1960-х годах работал главным инспектором тяжёлой промышленности в Госкомитете по труду и зарплате.
Жил в городе Москве. Умер 21 марта 1991 года. Похоронен в Москве на Троекуровском кладбище.
Горный генеральный директор 3-го ранга. Награждён орденом Ленина, медалями.